# Pyrgoniscus luteus
Pyrgoniscus luteus är en kräftdjursart som först beskrevs av Gustav Budde-Lund 1904.  Pyrgoniscus luteus ingår i släktet Pyrgoniscus och familjen Armadillidae. Inga underarter finns listade i Catalogue of Life.